# Storgrundet
Storgrundet este o arie protejată (arie specială de conservare — SAC, sit de importanță comunitară — SCI) din Suedia întinsă pe o suprafață de 12 ha, integral pe uscat.

## Localizare
Centrul sitului Storgrundet este situat la coordonatele 65°54′12″N 22°38′07″E / 65.9034°N 22.6352°E.

## Înființare
Situl Storgrundet a fost declarat sit de importanță comunitară în iulie 2000 pentru a proteja 1 specie de plante. Situl a fost protejat și ca arie specială de conservare în martie 2011.

## Biodiversitate
Situată în ecoregiunile boreală și marină baltică, aria protejată conține 2 habitate naturale: Pășuni de coastă din Baltica boreală, Păduri naturale în etape succesive primare ale suprafețelor emergente de coastă.
La baza desemnării sitului se află o specie protejată de  plante: Arctophila fulva.